# Shreveport Storm
Gli Shreveport Storm sono stati una società di pallacanestro statunitense di Shreveport, Louisiana. Fondati nel 1983 a Sarasota, Florida, hanno militato per 12 anni nella Continental Basketball Association, di cui 5 nell'Ohio.

## Storia
La franchigia entrò nella CBA nella stagione 1983-84, con il nome di Sarasota Stingers. Dopo due stagioni il nome cambiò in Florida Stingers. Nel 1986 la squadra si trasferì a Charleston, nella Carolina del Sud, dove giocarono col nome di Charleston Gunners. Dopo altre due stagioni il proprietario Eli Jacobson, che già aveva posseduto i Pensacola Tornados, portò la squadra a Columbus, dove rimase per 5 campionati.
Nell'Ohio la squadra collezionò una media di 2.600 spettatori nelle prime due stagioni e di 2.900 nella terza. I risultati sportivi non furono tuttavia particolarmente brillanti, e nella quarta stagione a Columbus la media di pubblico crollò a 1700, lasciando semivuoto l'impianto di gioco che poteva contenerne fino a 6800. Inoltre, nei 5 anni la proprietà perse 2,5 milioni di dollari e accumulò un debito per circa 1 milione. Per queste ragioni, gli Horizon annunciarono il trasferimento nel 1994.
Disputarono ancora due stagioni a Shreveport, Louisiana, con il nome di Shreveport Crawdads nel 1994-95 e di Shreveport Storm nel 1995-96, prima di sciogliersi definitivamente.
Nel periodo di permanenza a Columbus, gli Horizon furono affiliati alla franchigia NBA degli Houston Rockets.

## Stagioni
| Stagione | Lega | Denominazione       | V  | P  | %    | Piazz. | Play-off              |
| -------- | ---- | ------------------- | -- | -- | ---- | ------ | --------------------- |
| 1983-84  | CBA  | Sarasota Stingers   | 16 | 28 | 36,4 | 5º     | -                     |
| 1984-85  | CBA  | Sarasota Stingers   | 21 | 27 | 43,8 | 7º     | -                     |
| 1985-86  | CBA  | Florida Stingers    | 21 | 27 | 43,8 | 5º     | -                     |
| 1986-87  | CBA  | Charleston Gunners  | 20 | 28 | 41,7 | 5º     | -                     |
| 1987-88  | CBA  | Charleston Gunners  | 14 | 40 | 25,9 | 6º     | -                     |
| 1988-89  | CBA  | Charleston Gunners  | 20 | 34 | 37,0 | 5º     | Lost tie-breaker game |
| 1989-90  | CBA  | Columbus Horizon    | 18 | 38 | 32,1 | 4º     | -                     |
| 1990-91  | CBA  | Columbus Horizon    | 23 | 33 | 41,1 | 4º     | -                     |
| 1991-92  | CBA  | Columbus Horizon    | 18 | 38 | 32,1 | 4º     | -                     |
| 1992-93  | CBA  | Columbus Horizon    | 21 | 35 | 37,5 | 3º     | -                     |
| 1993-94  | CBA  | Columbus Horizon    | 18 | 38 | 32,1 | 4º     | -                     |
| 1994-95  | CBA  | Shreveport Crawdads | 17 | 39 | 30,4 | 4º     | -                     |
| 1995-96  | CBA  | Shreveport Storm    | 17 | 39 | 30,4 | 3º     | Lost tie-breaker game |